# いただきストリート 〜私のお店によってって〜
『いただきストリート 〜私のお店によってって〜』（いただきストリート わたしのおみせによってって）は、アスキーが1991年3月21日に発売したファミコン用ボードゲーム。本作は堀井雄二ら『北海道連鎖殺人 オホーツクに消ゆ』のスタッフを中心に作られたボードゲームであり、のちにいただきストリートシリーズとしてシリーズ化された。ルールはアナログボードゲーム『モノポリー』からの影響を受けている一方、株取引といった独自要素もある。

## 登場キャラクター
早瀬 まりな（はやせ まりな）
15歳、高校1年生。ロマンチストで世話好きな明るい性格。
CPUキャラクターの一人だが、ゲームの案内や進行役も務める。対戦相手としてはサラリー狙いのみでインサイダーや5倍買いなどの行動はほとんど行わない、いわゆる初心者向けキャラクター。
高杉 ともみ（たかすぎ ともみ）
18歳、OL。素直で大人しい。
5倍買いや取引には消極的なものの、手堅く、セオリー通りの戦い方をしてくる。
水沢 けいこ（みずさわ けいこ）
21歳、コンパニオン。目立ちたがりで派手好き。
5倍買いや取引などの攻撃的な戦略を積極的に行ってくる。
藤森 さゆり（ふじもり さゆり）
19歳、女子大生。理知的な性格。
状況の判断力に優れ、危険な行動は行わず的確な手を打ってくる。
南条 ひろし（なんじょう ひろし）
17歳、高校2年生。正義感が強く、曲がった事が嫌い。
着実に資産を増やしてくる一方、一気に大儲けすることはあまりない。
三本松 しょうた（さんぼんまつ しょうた）
13歳、中学1年生。ひょうきん者。
いちかばちかの大胆な行動を打ってくる。成功することは少ないが、はまると大勝ちすることも。
佐竹 たかゆき（さたけ たかゆき）
20歳、大学生。打算的で嫌味な性格。
勝つ為には手段を選ばず、他人の嫌がらせをよくしてくる。

## マップ
STREET1 おのころ島
目標10000G
STREET2 マハラタ諸島
目標15000G
STREET3 アメリカ大陸
目標20000G。マハラタ諸島で優勝すると解放される。
STREET4 右半球
目標20000G。アメリカ大陸で優勝すると解放される。
STREET5 宇宙星雲
目標20000G。右半球で優勝すると解放される。

## 開発
1987年秋、『ドラゴンクエストII 悪霊の神々』の開発を終了した堀井雄二と『ファミコン通信』の副編集長であった塩崎剛三が、6月に発売された『北海道連鎖殺人 オホーツクに消ゆ』の次回作について会議を重ね、モノポリーをベースにした戦略性の高いボードゲームを作ろうということになった。当初の開発メンバーは堀井と塩崎の2人だけだったが、栁澤健二（メッセージ担当）と松本常雄（マップ担当）の2名が加わり、street3のアメリカ大陸から開発を始めた。ただし、この時点ではゲーム開発の経験のある者が堀井以外にほとんどいなかった。そこで塩崎はアスキー開発部を通じて遠藤雅伸率いるゲームスタジオに打診したものの、スケジュールの都合がつかなかったため、遠藤の紹介でファミリーコンピュータ版『ギャラガ』のプログラムを組んだ経験を持つ大森田不可止がプログラマとして起用された。
こうして1998年から大森田がプログラム担当として加わり、本格的な開発がスタートした。グラフィックの荒井清和と、音楽の上野利幸はいずれも『ファミコン通信』および雑誌『ログイン』ゆかりの人物であり、堀井と塩崎のファミコンゲーム開発プロジェクトにおいて、前作の『オホーツクに消ゆ』に続く連続起用となった。
大森田が来た時点ではアメリカ大陸のマップしかできていなかったため、彼がPC-9801のBASICで仮組みしたプログラムを試遊する形で開発を進めていった。大森田は自宅で作業していたものの、忙しくなるにつれ、アスキーに出向いて作業するようになった。ファミコンソフト開発用のICEは使わなかったものの、RAMをROMの代わりに使うことで作業効率を上げた。
開発終盤、大森田が体調不良を理由にプロジェクトから離脱し、ピンチヒッターとして遠藤本人もかりだされた[1]。やがて本作の開発は暗礁に乗り上げ、当初予定の1989年12月発売から1年以上遅延することとなり、結果的に発売まで3年半の月日を要することとなった。

### AI構築・セッティング
開発スタッフ全員は、本作の要がAIであるという見解で一致しており、打ち合わせの大半がAIの方向性を中心に話し合われた。まずは「モノポリーならAIはどう考えるか」を叩き台としたAIの思考確認から始まり、6か月近くかけてAIが構築され、以降は大森田が試遊しながら調整していった。
大森田はサイコロの目に対して期待値を設定して、それを基にAIの行動を制御することを考えた。その期待値の設定方法が肝心だった一方、開発当時のコンピュータゲームのAIでそのような設定を採用した例はなかった。このため、理想的なバランスが見つかるかどうか、計算式でバランスを決定していけるかどうかが、さしあたっての重要検討事項だった。最終的に収入の期待値をなるべ大きくし、支出の期待値をなるべく抑えるようプログラムが組まれた。その中で大森田は本当に面白いのかわからなくなったが、ある日遊んだらその面白さに気づき、それが自信につながったと2021年のインタビューの中で振り返っている。なお、大森田は2021年のインタビューの中で、特定の目ばかり出るようなプログラムは組んでいないと答えており、プレイヤーが順番を待つ間に乱数を更新しているものの、一番最後に振られた目のデータを保存するようにしてあるため、電源を入れ直しても同じ目が出ると説明している。
登場人物のセッティングは柳澤健二が担当し、性格付けは堀井雄二が行った。AIおよび思考ルーチンの構築に際しては、まずベースとなる数式を作り、パラメーターを変える形でキャラクターの個性を作り出した。ただし、株の売買など計算で表現できない部分については、開発スタッフによる試遊を基にしたプログラムが組まれた。また、バランスを重視しすぎると行動の差がなくなってしまうため、前述の「5倍買い」などバランスを無視した仕組みも取り入れられた。CPUのAIや思考ルーチンは最終的に堀井が試遊してチェックすることになっており、特に文句は出なかったと大森田は2021年のインタビューの中で振り返っている。
CPUの行動決定プログラムは、支払い期待値を下げる作戦を取りやすくするための優先順位をつける方針が取られたただし、ファミリーコンピュータは8ビット機であることに加え、掛け算ができないため、足し算で計算させるための対数表を用意するなど様々な工夫が必要だったと大森田は述懐している。また、大森田は学生時代にニューラルネットワークについて多少勉強しており、本作においては対戦を通じて学習するAIの構築も考えたことがあったが、ファミリーコンピュータの仕様では不可能だったため、見送った。なお、アスキーのデータレコーダー「ターボファイル」を使って学習するAIを作ろうとしても、開発とりわけデバッグが厳しくなるという問題があった。
他のスタッフによる試遊からバグを洗い出す形でデバッグすることになっていたものの、大森田はあまりそのようなことはしなかったと2021年のインタビューの中で振り返っており、その理由としてナムコにいたころから自分のプログラムはバグが少ないことで評判だったことを挙げている。

## スタッフ
- ゲームデザイン：堀井雄二[1]
- ゲームシステム構築：堀井雄二[1]、塩崎剛三、柳澤健二、松本常男[1]
- キャラクターデザイン：荒井清和[1]
- サウンド：上野利幸[1]
- プログラム・AI担当：大森田不可止[1]
- プロデューサー：塩崎剛三[1]

## 反響
アスキー営業活動の不調により、販売成績は22000本という絶不調の本数に終わる。
この低成績により、堀井と塩崎は次回作『いただきストリート2』より発売元を一新する考えを持つようになる。次回作の『いただきストリート2』はアスキー開発だが、堀井と塩崎の判断でエニックスに売り込みに行き、販売元はエニックス（のちのスクエア・エニックス）となった。
忍者増田は、2017年に「Akiba PC Hotline!」に寄せた記事の中で、個性的なキャラクターが当時としては画期的であり、コンピュータ相手に遠慮なく非情な仕打ちをできる点や、プレイヤーによって苦手なキャラクターが分かれる点が面白かったと評している。

## 他作品への影響
大森田は、1993年にファミリーコンピュータ用ソフト『モノポリー』のプログラミングも担当しており、本作の経験が生きたと2021年のインタビューの中で振り返っている。

## サウンドトラック
『いただきストリート・サウンドマップ』（アポロン音楽工業 1991/03/05発売）
- Pleasure(タイトル)
- Hello,World(セレクト画面)
- Little Property, Little Care(おのころ島)
- Is'RND's(マハラタ諸島)
- When We're Together(アメリカ大陸)
- Over and Over(右半球)
- Outer Space(宇宙星雲)
- Afternoon Tea(ハワイ)
- Cards(チャンスカード )
- She Told Me So(株売買)
- Iron Night(ルーレット)
- So Long (エンディング)
- Laughing Point(取り引き)
- Sweet Seduction (表彰台 )
- A Distant Planet(宇宙の表彰台）
- うちへ帰ろう(スタッフロール)

## ガイドブック
- 『いただきストリートのすべてがわかる本』（アスキー出版局）